# Garamond

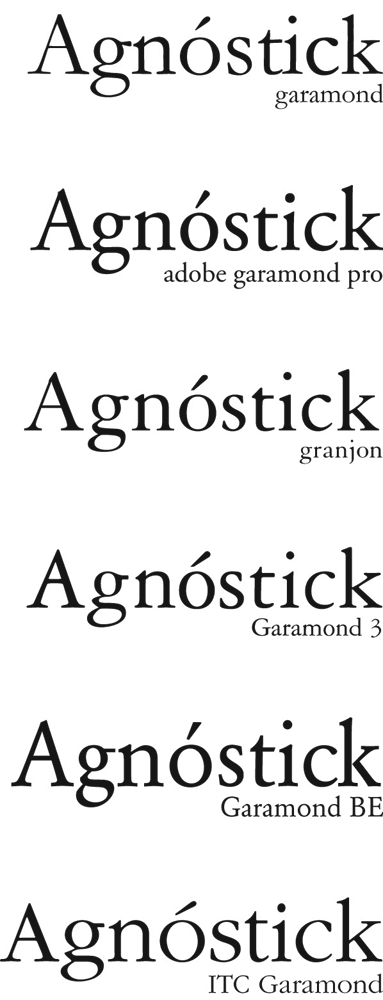
Verschillende voorbeelden van garamond

Garamond is een groep lettertypen met schreef, genoemd naar de Franse stempelsnijder Claude Garamond (ook gespeld als 'Garamont', ca. 1480-1561). Het type wordt ook wel aangeduid met oude stijl. Het grootste deel van de lettertypen die de naam garamond dragen, zijn echter sterker gerelateerd aan het werk van de latere stempelsnijder Jean Jannon.
Unieke kenmerken van garamond zijn te vinden in de kleine kom van de "a" en het kleine oog van de "e". De schreefjes aan de stokken (van bijvoorbeeld de stokletters "b", "d", "h" etc.) zijn naar beneden gericht. Karakteristiek zijn ook de asymmetrische schreven aan de topbalk van de hoofdletter "T": de linker schreef is schuiner dan de rechter.

## Geschiedenis
Garamond werd bekend omstreeks 1540 toen hij de opdracht kreeg om een Grieks lettertype voor de Franse koning Frans I te ontwerpen, om in een reeks boeken door Robert Estienne te worden gebruikt. Het Franse hof keurde Garamonds ontwerpen van romeinen goed en zodoende beïnvloedde dit lettertype drukkerijen in Frankrijk en West-Europa. Garamond heeft waarschijnlijk Venetiaanse voorbeelden uit de drukkerij van Aldus Manutius bestudeerd. Hij baseerde het ontwerp van de kleine letter op het handschrift van Angelo Vergecio, de bibliothecaris van Frans I. De cursieve versie van de recentste versies van garamond zijn gebaseerd op ontwerpen van Garamonds assistent Robert Granjon.

## Loden-Letter Periode
In de "Imprimerie Nationale" te Parijs worden letters en matrijzen bewaard, die worden aangeduid met caractères de l'Université. Deze werden toegeschreven aan Claude Garamond. Dit materiaal was het uitgangspunt voor het lettertype Garamond (met een d) ontworpen door Morris Benton van de lettergieterij ATF (American Type Founders, Elisabeth, New Jersey in de VS). Frederic W. Goudy ontwierp voor Lanston Monotype in Philadelphia op basis van hetzelfde materiaal de letter Garamont (met een t).
Benton begon zijn werk in 1917, en de letter was beschikbaar in 1919 tezamen met de cursief. In 1920 kwam Garamond Bold uit. Bold Italic volgde in 1923.
Enige jaren nadat de letter was uitgebracht publiceerde Beatrice Warde (een typograaf werkzaam voor Lanston Monotype) onder het pseudoniem "Paul Beaujon", dat het oorspronkelijke materiaal toegeschreven diende te worden aan Jean Jannon, een vroeg-17e-eeuwse lettersnijder in Parijs.
In 1922 voegde Thomas M. Cleland een set "swash"-letters aan het ontwerp toe. Ook werden door hem een aantal kapitalen opnieuw getekend, te weten romein EFJLU& en cursief J&.
In 1926 bracht Intertype ook een Garamondvariant uit, eerst onder de naam Garatonian, maar al snel werd ook hier de naam Garamond gebruikt. Edward E. Bartlett ging hier uit van het oorspronkelijke materiaal, met het doel een meer authentieke versie te maken. In 1929 kwam de nieuwe versie in romein, cursief en vet tegelijkertijd uit. Later werd ook Bentons ontwerp door Linotype uitgebracht onder de naam Garamond No. 3. De naam Garamond No. 2 is naar verluidt gebruikt voor een aantal series matrijzen, die door de Duitse firma Linotype in Amerika werden afgezet.
Garamond-open is ook het werk van Benton, deze letter kwam uit in 1931 voor ATF. Opvallend hier is de niet-overhangende onderkast-f en de niet-uithangende kapitaal J. Verder komen de letter-ontwerpen geheel overeen.
Lanston Monotype introduceerde Goudy's versie van de Garamont voor de romein in 1921. Goudy ontwierp geen cursieve of vette variant. Aangezien Lanston de ontwerpen van ATF mocht overnemen, werd besloten daarvoor een kopie van het ATF-ontwerp te nemen. Goudy's letter paste hier echter niet goed bij. Dat bemoeilijkte het uittikken van teksten op het toetsenbord.
De oorzaak hiervan ligt in een verschil in opvatting over de verhoudingen van eenzelfde letter bij verschillende corpsen. Meestal wordt bij kleinere corpsen de breedte van de letter vergroot, om de letter goed leesbaar te houden. Een kleinere letter kan niet lineair worden uitvergroot tot een groter corps. Benton was hierin zelfs vrij extreem, in tegenstelling tot Goudy, die de kleinere corpsen slechts een weinig breder maakte. Als gevolg hiervan zijn vooral bij de kleinere corpsen de verhoudingen tussen romein, cursief en vet weinig elegant.
Vanwege de grote vraag bracht Lanston in 1938 daarom een kopie van de ATF-letter uit, onder de naam American Garamond. Maar alleen voor de grootten, die in zetselverband werden gegoten. De grotere corpsen, 16 tot 72 pt, werden niet in de nieuwe versie uitgebracht.
Alle lettertypen van Lanston Monotype hebben een naam en een nummer gekregen:
- 248 = Garamont (Goudy) romein
- 249 = Garamont Italic (Goudy) (cursief)
- 548 = Garamond Bold (vet)
- 5481 = Garamond Bold Italic (vet-cursief)
- 648 = American Garamond

Ook de Ludlow Typograph Co. in Chicago voerde een variant van de letter Garamond. Deze matrijzen werden ontworpen door R. Hunter Middleton. De letter kwam in 1929 op de markt. Ook hier is een aantal "swash"-letters om de cursief te completeren.
Door de Engelse firma Monotype in Salfords werd in 1920 een Garamond (met een d) geproduceerd. Dit ontwerp wijkt sterk af van het Amerikaanse ontwerp. De romein is gebaseerd op het werk van Jannon (1620). De cursief is naar de 17e-eeuwse letter van Granjon. Voor de cursief zijn er zelfs twee varianten gemaakt.
De eerst ontworpen cursief voor Series 156 werd door een aantal afnemers "te extreem" bevonden. Dit was voldoende reden om Series 174, een meer conventionele cursief, erbij te ontwerpen. In Series 174 ontbreken de swash-letters geheel.
Engeland hanteert een geheel eigen nummer-reeks:
- 156 = Garamond romein en cursief, inclusief de "swash"-letters en ligaturen[3]

Unit-arrangement 37: 6pt - 12D
Unit-arrangement 99: 14D
Unit-arrangement 114: 14pt-24pt romein
Unit-arrangement 115: 14pt-24pt cursief
- 174 = Garamond alternatieve cursief[4]

Unit-arrangement 42: 6-12pt
Unit-arrangement 140: 14-24pt
- 201 = Garamond Bold (vet)[5]

Unit-arrangement 61: 6-12pt)
Unit-arrangement 315: 6-12pt cursief
Unit-arrangement 342: 14pt romein
Unit-arrangement 154: 18-24pt romein
Naast de Amerikaanse en daarvan afgeleide Engelse Monotype-varianten van Garamond en Garamont leverden ook andere lettergieterijen een "Garamont" of "Garamond" in vele soorten, bijvoorbeeld NV Lettergieterij "Amsterdam" voorheen N. Tetterode, die een eigen versie Garamont (met t) leverde in romein, cursief en vet van 6 tot en met 72 punt groot.

## Wetenswaardigheden
- Het lettertype dat wordt gebruikt in de hardcoveruitgaven van de Harry Potter boeken is Adobe Garamond, een moderne uitgave van garamond. In het colofon wordt vermeld dat het boek uit de Adobe Garamond (12 punts) is gezet, gebaseerd op een zestiende-eeuws lettertype ontworpen door Claude Garamond en door Robert Slimbach in 1989 opnieuw getekend.
- Het lettertype Adobe Garamond Pro wordt eveneens gebruikt in de boeken van Dan Brown, waaronder De Da Vinci Code en Het Bernini Mysterie.
- Het lettertype Garamond PP wordt gebruikt in de denominator onder het logo van het Apostolisch Genootschap met de tekst "plaats voor religieus humanistische zingeving".